# Ministère de l'Agriculture et des Forêts (Nouvelle-Zélande)
Pour les articles homonymes, voir Ministère de l'Agriculture.
Le Ministère de l'Agriculture et des Forêts (Ministry of Agriculture and Forestry)  de Nouvelle-Zélande (en Maori, Te Manatu Ahuwhenua, Ngāherehere) est un ancien ministère dont les domaines de compétence s'étendent sur l'agriculture, l'exploitation des forêts et la biosécurité. Ses locaux sont situés à Wellington. Il est intégré en 2012 au ministère des Industries primaires (en).